# Isidor Flodström
Isidor Flodström, född 25 maj 1856 i Hedemora, död 4 april 1939, var en svensk statistiker. Han var son till kronolänsman Samuel Flodström och Erika Flodström, född Cedergren. Gift 1898 med Ingeborg Sillén.
Flodström blev filosofie kandidat vid Uppsala universitet 1880, extra lärare där 1881-1884, innehade handelsträdgård 1891-1893, var extra tjänsteman vid Statistiska centralbyrån 1894-1896, och 1896 vid Kommerskollegium. Han blev extra ordinarie aktuarie 1897, ordinarie 1900. 1915 blev han byråchef vid SCB och föreståndare för Kommerskollegiums näringsstatistiska avdelning.  
1918 blev Flodström filosofie hedersdoktor vid Lunds universitet, 1919 kommerseråd och fick avsked 1921. Han blev hedersledamot av Statistiska föreningen 1926.
På offentligt uppdrag har Flodström utfört flera statistiska utredningar och har även skrivit mycket i vetenskapliga och politiska spörsmål. Bland annat har han medverkat i verket Sveriges folk (1918) samt Naturförhållanden i Sverige (1918).